# Моретта (напиток)
Моретта, Моретта Фано — горячий кофейный напиток из Фано провинции Пезаро-э-Урбино Италии. Обладает сильным и сладким вкусом, и обычно его пьют после еды, или используют как горячий напиток в холодные дни. Характерен тремя слоями (начиная снизу): ликёр, чёрный кофе и кофейная пена. Вместо ликёра может использоваться горячий ром или коньяк с растворённым в нём сахаром и цедрой лимона. Готовится и подаётся в классическом стеклянном стакане, предварительно нагретом.

## История
Моряки и рыбаки из порта города Фано (Пезаро-э-Урбино) могли создать напиток, так как они используют схожие ингредиенты, чтобы согреваться на рабочем месте. С течением времени, эти ингредиенты стали основой для моретты. В 2004 году AIBES официально признали моретту как коктейль.